# Josef Rissin
Josef Rissin (* 1944 in Riga) ist ein Geiger und Professor für Violine an der Hochschule für Musik Karlsruhe.

## Leben
Josef Rissin wuchs in Riga auf und erhielt seinen ersten Violinunterricht im Alter von fünf Jahren. 1953 wurde er in die „Zentrale Musikschule Emīla-Dārziņa“ am Konservatorium in Riga aufgenommen, eine Einrichtung für besonders begabte Kinder. 1959 wechselte er an die Zentrale Musikschule am Moskauer Tschaikowski-Konservatorium in die Klasse von Professor Boris Belenkij, bei dem er auch 1962 sein Hochschulstudium am Tschaikowski-Konservatorium aufnahm und 1969 mit Konzertexamen abschloss. Bereits während seines Studiums wurde er Preisträger bedeutender Internationaler Violinwettbewerbe, 1967 beim Queen-Elisabeth-Wettbewerb in Brüssel und 1969 sowie 1974 beim Niccolo Paganini-Wettbewerb in Genua. Seine aktive Konzerttätigkeit, die er 1968 als Solist der Staatlichen Konzertorganisation in Moskau begann, führte ihn in die Musikzentren der ehemaligen Sowjetunion. Seit seiner Ausreise in den Westen 1974 lebt er in Deutschland und  konzertiert weiterhin international  solistisch in Recitals und Konzerten mit Orchestern, produziert Rundfunk-, Fernseh-, Schallplatten- und CD-Aufnahmen und wirkt bei Musikfestivals  mit. Josef Rissin ist die Entdeckung der im Westen bis dahin wenig bekannten Avantgardistin Galina Ustwolskaja zuzuschreiben.

## Lehrtätigkeit
Seit 1976 leitet Josef Rissin eine Violinklasse an der Hochschule für Musik Karlsruhe / University of Music. 2002 wurde er an der Hochschule der Künste Zürich ebenfalls zum Professor für Violine berufen. Er gibt regelmäßig internationale Masterklassenkurse in Keshet Eilon sowie bei den Holland Music Sessions und wirkt als Jury-Mitglied bei nationalen und internationalen Violinwettbewerben mit. Aus seiner Schule gingen mehrere internationale Preisträger, Konzertsolisten, Orchestermusiker in führenden Positionen sowie Hochschulprofessoren hervor, etwa Albrecht Laurent Breuninger, Sergei Chatschatrjan, Farida Rustamova, Ilian Garnet, Elisso Gogibedaschwili, Koh Gabriel Kameda, Elin Kolev, Maria-Elisabeth Lott,  Daniel Lozakovitj, Andrea Cicalese und Linus Roth.

## Formationen
Bei seinen Recitals und Einspielungen wird er von der Pianistin und Hochschulprofessorin Olga Rissin-Morenova begleitet. Das Duo Josef und  Olga Rissin ging aus der gemeinsamen Studienzeit in Moskau hervor.
Im Bereich der Kammermusik ttritt er auch in anderen Formationen auf, so widmet er sich dem Triorepertoire zusammen mit den Solisten und Hochschulprofessoren Sontraud Speidel (Klavier) und Martin Ostertag (Violoncello), das regelmäßig Konzerte gibt und Einspielungen veröffentlicht.

## Rezeption
Joachim W. Hartnack charakterisiert Josef Rissin als einen Interpreten, „dessen Qualitäten ihn ohne Zweifel in die oberste Reihe der Spitzengeiger einordnen lassen“, und hebt ihn besonders wegen „seiner beispielhaften technischen Perfektion und seines profunden Künstlertums“ hervor. Sein Konzertrepertoire umfasst alle bedeutenden Werke der Violinliteratur vom Barock bis zur Moderne einschließlich der  schwierigsten virtuosen Violinkompositionen. Bekannt sind seine zyklischen Konzertaufführungen von allen 6 Sonaten und Partiten für Violine solo von J.S. Bach (1979) sowie der gesamten Violinsonaten von L. v. Beethoven.
Eine Vielzahl an Konzertkritiken bestätigt diese Einschätzung. „Ein phänomenal begabter Geigenkünstler“, „absolute Spitzenklasse“. „Es ist nicht übertrieben, wenn man ihn zu den besten Geigern der Welt zählt.“

## Veröffentlichungen (Auswahl)
1989 erschien Josef Rissins Schallplatte mit Werken für Violine solo von Hindemith, Ysaÿe und Paganini, über die in der Fachpresse zu lesen war: „Diese Platte ist für jeden Violin-Fan ein Gewinn.“ Die Neuauflage auf CD fand das gleiche Medienecho: „Diese CD erscheint als ein absolutes ‚Muss’ für alle Violinisten. Das Risiko, dass die Aufnahme bei ihnen Minderwertigkeitskomplexe hervorrufen kann, muss man hinnehmen.“
1992 boten Josef Rissin und Olga Rissin-Morenova „große Musik in kleiner Besetzung“ bei ihrer Einspielung von Schostakowitschs Sonate für Violine und Klavier op. 134 und der Sonate für Violine und Orchester von Galina Ustwolskaja.
2005 spielten Josef Rissin und Olga Rissin-Morenova die CD Fantasien in C ein, die sich Werken von Schumann, Schubert und Milhaud widmet. Das Presseecho sprach von der „rundum geglückten Aufnahme … eines Ausnahmekalibers.“
Neben diesen und weiteren Tonträgern finden Videomitschnitte zunehmend Verbreitung.